# Impatiens grandis
Impatiens grandis är en balsaminväxtart som beskrevs av Heyne. Impatiens grandis ingår i släktet balsaminer, och familjen balsaminväxter. Inga underarter finns listade i Catalogue of Life.